# Priyanka Chopra
Priyanka Chopra (phát âm [prɪˈjaːŋkaː ˈtʃoːpɽaː]; sinh ngày 18 tháng 7 năm 1982), còn được biết đến với nghệ danh Priyanka Chopra Jonas, là một nữ diễn viên người Mỹ gốc Ấn Độ. Là một trong những nữ diễn viên được trả lương cao nhất và nổi tiếng nhất Ấn Độ và từng là thí sinh đăng quang Hoa hậu Thế giới 2000, Chopra đã nhận được nhiều giải thưởng, bao gồm giải thưởng Phim ảnh Quốc gia và năm giải Filmfare. Năm 2016, Chính phủ Ấn Độ vinh danh cô với giải Padma Shri, giải thưởng dân sự cao thứ tư và tạp chí Time ghi tên cô là một trong 100 người có ảnh hưởng nhất thế giới.
Mặc dù Chopra ban đầu mong muốn học tập ngành kỹ thuật hàng không vũ trụ, cô đã chấp nhận lời mời gia nhập ngành công nghiệp điện ảnh Ấn Độ, là kết quả sau khi cô chiến thắng tại cuộc thi sắc đẹp, bộ phim Bollywood đầu tiên cô đóng là The Hero (2003). Cô đóng vai nữ chính trong bộ phim đạt doanh thu lớn Andaaz (2003) và Mujhse Shaadi Karogi (2004), và đã được ca ngợi vì vai diễn đột phá của cô trong phim giật gân ly kỳ Aitraaz năm 2004. Năm 2006, Chopra đã tự khẳng định cô là nữ diễn viên hàng đầu điện ảnh Ấn Độ với vai diễn trong các phim có doanh thu cao nhất là Krrish và Don.
Sau một giai đoạn thất bại ngắn ngủi, cô nhận được lời khen ngợi khi đóng vai một người mẫu gặp khó khăn trong phim chính kịch Fashion (2008), đưa cô chiến thắng giải Filmfare và Giải thưởng Phim ảnh Quốc gia dành cho nữ chính xuất sắc nhất. Chopra về sau giành được sự tán dương sâu rộng khi hóa thân vào một loạt nhân vật trong các phim Kaminey (2009), 7 Khoon Maaf (2011), Barfi! (2012), Mary Kom (2014), Dil Dhadakne Do (2015) và Bajirao Mastani (2015), tất cả đều nhận được nhiều giải thưởng và đề cử. Vào năm 2015, cô bắt đầu đóng vai Alex Parrish trong chuỗi phim giật gân ly kỳ Quantico của hãng phim ABC, trở thành người Nam Á đầu tiên đóng vai chính trong hệ thống phim truyền hình Mỹ.
Ngoài sự nghiệp diễn xuất, Chopra được ghi nhận cho công việc từ thiện. Cô đã cộng tác với UNICEF trong 10 năm qua và được bổ nhiệm làm Đại sứ thiện chí của UNICEF về Quyền trẻ em trong năm 2010 và 2016. Cô thúc đẩy các căn nguyên đa dạng như môi trường, sức khoẻ và giáo dục và quyền phụ nữ và đặc biệt nói về bình đẳng giới và nữ quyền. Cuộc sống ngoài màn ảnh của Chopra là chủ đề của phương tiện truyền thông đáng kể. Là một nghệ sĩ thu âm, cô đã phát hành ba đĩa đơn. Cô cũng là người sáng lập ra công ty sản xuất Purple Pebble Pictures, phát hành phim hài chính kịch Ventilator (2016) bằng tiếng Marathi.

## Tiểu sử
Priyanka Chopra sinh ngày 18 tháng 7 năm 1982 tại Jamshedpur, Jharkhand, Ấn Độ. Cha mẹ của cô đều là bác sĩ. Cô còn có một em trai.

## Các cuộc thi sắc đẹp
Priyanka đoạt danh hiệu á hậu 1 tại hoa hậu Ấn Độ. Theo đó, cô đã lên đường tham dự cuộc thi Hoa hậu Thế giới năm 2000 được tổ chức tại Luân Đôn.
Tại cuộc thi Hoa hậu Thế giới, cô đã xuất sắc vượt qua 94 thí sinh khác để đăng quang danh hiệu Hoa hậu Thế giới 2000. Cô đã trở thành cô gái Ấn Độ thứ năm đoạt danh hiệu này và là hoa hậu Ấn Độ thứ hai liên tiếp giành danh hiệu Hoa hậu Thế giới (sau Yukta Mookhey năm 1999).

## Danh sách phim
| Năm  | Phim                             | Vai diễn                    | Ghi chú |
| ---- | -------------------------------- | --------------------------- | --- |
| 2002 | Thamizhan                        | Priya                       | Tamil film Sung playback for the song "Ullathai Killadhe"                                                       |
| 2003 | The Hero: Love Story of a Spy    | Shaheen Zakaria             | |
| 2003 | Andaaz                           | Jiya                        | Filmfare Award for Best Female Debut Nominated—Filmfare Award for Best Supporting Actress                       |
| 2004 | Plan                             | Rani                        | |
| 2004 | Kismat                           | Sapna                       | |
| 2004 | Asambhav                         | Alisha                      | |
| 2004 | Mujhse Shaadi Karogi             | Rani Singh                  | |
| 2004 | Aitraaz                          | Mrs. Sonia Roy              | Filmfare Award for Best Performance in a Negative Role Nominated—Filmfare Award for Best Supporting Actress     |
| 2005 | Blackmail                        | Mrs. Rathod                 | |
| 2005 | Karam                            | Shalini                     | |
| 2005 | Waqt: The Race Against Time      | Pooja (Mitali)              | |
| 2005 | Yakeen                           | Simar                       | |
| 2005 | Barsaat                          | Kajal                       | |
| 2005 | Bluffmaster!                     | Simmi Ahuja                 | |
| 2006 | Taxi No. 9211                    |                             | Special appearance                                                                                              |
| 2006 | 36 China Town                    | Seema                       | Special appearance                                                                                              |
| 2006 | Alag                             |                             | Special appearance in song "Sabse Alag"                                                                         |
| 2006 | Krrish                           | Priya                       | |
| 2006 | Aap Ki Khatir                    | Anu                         | |
| 2006 | Don                              | Roma                        | |
| 2007 | Salaam-e-Ishq: A Tribute to Love | Kamini                      | |
| 2007 | Big Brother                      | Aarthi Sharma               | |
| 2007 | Om Shanti Om                     | Herself                     | Special appearance in song "Deewangi Deewangi"                                                                  |
| 2008 | My Name is Anthony Gonsalves     | Herself                     | Special appearance                                                                                              |
| 2008 | Love Story 2050                  | Sana / Zeisha               | Double role |
| 2008 | God Tussi Great Ho               | Alia Kapoor                 | |
| 2008 | Chamku                           | Shubhi                      | |
| 2008 | Drona                            | Sonia                       | |
| 2008 | Fashion                          | Meghna Mathur               | National Film Award for Best Actress Filmfare Award for Best Actress                                            |
| 2008 | Dostana                          | Neha Melwani                | |
| 2009 | Billu                            | Herself                     | Special appearance in song "You Get Me Rockin & Reeling"                                                        |
| 2009 | Kaminey                          | Sweety Shekhar Bhope        | Nominated—Filmfare Award for Best Actress                                                                       |
| 2009 | What's Your Raashee?             | 12 roles                    | Anjali / Vishakha / Kajal / Hansa / Mallika / Pooja / Rajni / Nandini / Bhavna / Jhankhana / Sanjna / Chandrika |
| 2010 | Pyaar Impossible!                | Alisha Merchant             | |
| 2010 | Jaane Kahan Se Aayi Hai          | Herself                     | Special appearance                                                                                              |
| 2010 | Anjaana Anjaani                  | Kiara Malhotra              | |
| 2011 | 7 Khoon Maaf                     | Susanna Anna-Marie Johannes | Filmfare Critics Award for Best Actress Nominated—Filmfare Award for Best Actress                               |
| 2011 | Ra.One                           | Desi Girl                   | Special appearance                                                                                              |
| 2011 | Don 2                            | Roma                        | |
| 2012 | Agneepath                        | Kaali Gawde                 | |
| 2012 | Teri Meri Kahaani                | Rukhsar / Radha / Aradhana  | |
| 2012 | Barfi!                           | Jhilmil Sengupta            | |
| 2013 | Krrish 3                         | Priya Mehra                 | |
| 2013 | Zanjeer                          | Mala                        | |
| 2016 | Quantico                         | Alex Parrish                | |
| 2017 | Đội cứu hộ bãi biển              | Victoria Leeds              | |
| 2018 | A Kid Like Jake                  | Amal                        | |
| 2019 | Isn't It Romantic                | Isabella Stone              | |
| 2019 | The Sky Is Pink                  | Aditi 'Moose' Chaudhary     | |
| 2020 | We Can Be Heroes                 | Cô Granada                  | |
| 2021 | Cọp trắng                        | Pinky Madam                 | |
| 2021 | Ma trận: Hồi sinh                | Sati                        | |
| 2023 | Yêu như lần đầu                  | Mira Ray                    | |
| 2023 | Citadel                          | Nadia Sinh                  | |